# Henry Daniell
Henry Daniell (Charles Henry Daniell: Londres, 5 de marzo de 1894-Santa Mónica, California, 31 de octubre de 1963) fue un actor británico conocido por sus papeles de villano en la gran pantalla, por lo que tuvo una carrera larga y prestigiosa tanto en el escenario como en las películas. Tuvo pocas oportunidades de interpretar a un "buen" hombre; una de ellas fue en la película biográfica de Clarence Brown Canción de amor (Song of Love, 1947).

## Primeros años
Henry Daniell nació en Barnes (Londres) y estudió en la Escuela de San Pablo y en la Escuela Gresham en Holt (Norfolk). 

Hizo su primera aparición en el escenario en las provincias en 1913, y en los escenarios de Londres debutó en el Globe Theatre el 10 de marzo de 1914. En ese año se incorporó al 2 º Batallón del Regimiento de Norfolk, pero fue invalidado al año siguiente. 

A partir de entonces, durante toda la Primera Guerra Mundial, actuó en los teatros de Londres, en primer lugar en el Teatro Nuevo, en octubre de 1915, como oficial de policía Clancy en Stop thief!, y en particular en mayo de 1916, y posteriormente, en el famoso Teatro Real, de Haymarket.

## En Londres y en Nueva York
En abril de 1921, se presentó en el Teatro Empire, en Nueva York, como el príncipe Carlos de Vaucluse, en la obra Clair de Lune, y posteriormente, tras una gira durante los próximos tres años, regresa a Londres, al Teatro Garrick, en agosto de 1925 como Jack Raza en Cobra.

Regresó a Nueva York para los primeros seis meses de 1929, presentándose en el Teatro Morosco en enero como el Señor Ivor Cream en Serena Blandish, y en julio volvió a Londres, donde interpretó a John Carlton en Secretos en el Teatro Comedia. De nuevo una gira por América en 1930-1931, esta vez aparece en la costa oeste de los EE. UU., en Los Ángeles.

Regresó a Londres para otro programa de relleno de las representaciones escénicas, que continuó en Gran Bretaña y los Estados Unidos, mientras que también comienza su carrera cinematográfica en 1929, con The Awful Truth.

## Hollywood
Daniell apareció como el profesor Moriarty en la película de Sherlock Holmes protagonizada por Basil Rathbone y Nigel Bruce The Woman in Green (1945). Ha aparecido en innumerables películas, tales como El gran dictador de Charles Chaplin (1940) (donde interpretó a Garbitsch, una parodia de Joseph Goebbels), y El ladrón de cadáveres (1945, con Boris Karloff y Bela Lugosi), así como en otras dos películas de Sherlock Holmes con Basil Rathbone: Sherlock Holmes and the Voice of Terror (1942) y Sherlock Holmes in Washington (1943), con su compañero Moriarty, George Zucco.

Interpretó al conde de Varville junto con Greta Garbo en Camille (1936). Otro triunfo inicial fue su interpretación de Cecil en La vida privada de Elizabeth y Essex (1939). Pero su papel más recordado es quizás como el traicionero Lord Wolfingham (sin relación con Francis Walsingham) en El halcón del mar (1940). Aquí, luchó contra Errol Flynn en uno de los duelos a espada más espectaculares jamás filmados. Cuando Michael Curtiz lo eligió para esta película, Henry Daniell se negó en un primer momento. Michael Curtiz terminó el duelo con la sombra de una luz de las velas.

Hacia el final de la Segunda Guerra Mundial, apareció en uno de sus papeles más memorables, como el cruel Brocklehurst Henry en Jane Eyre (1944), junto a Joan Fontaine. En los años 1950 y 1960, hizo mucha televisión, y memorablemente apareció como el malévolo Dr. Emil Zurich en The Four Skulls of Jonathan Drake de Edward L. Cahn (1959), y en el que quizá sea el episodio más famoso de la serie Maverick, "Pappy", frente a James Garner ese mismo año. Un profesional absoluto, siempre estaba en el set cuando era necesaria su presencia y se impacientaba cuando había retrasos en el rodaje. Muy solicitado por su estilo seco y sardónico y su entrega al trabajo, Daniell pudo pasar fácilmente de las películas de gran presupuesto, como Mutiny on the Bounty (1962). En 1957, apareció como el rey Carlos II de Inglaterra en la serie de antología de la NBC El Show de Joseph Cotten en el episodio El juicio del coronel Blood, con Michael Wilding en el papel principal.

### Último papel y muerte
Su último papel fue una pequeña aparición sin acreditar como embajador británico en 1964 en la película My Fair Lady, dirigida por su viejo amigo George Cukor. Aunque a menudo se asume que Daniell no es más que un actor de segunda fila en la película y no tenía sentido, se habla y es, de hecho, muy notable, sobre todo a los fanes que lo recuerdan de sus viejas películas. La escena en la que aparece es precisamente cuando se celebra el Baile de la Embajada, donde Daniell presenta a Eliza a la reina de Transilvania diciendo: «Miss Doolittle, señora». En el comentario en el DVD, cuando Daniell aparece en pantalla se menciona que el día que se rodó la escena fue «su último día en este mundo», ya que murió de un ataque al corazón esa misma noche el 31 de octubre de 1963 en Santa Mónica (California).

## Vida personal
Se casó con Ann Knox, y en los años posteriores a la Segunda Guerra Mundial se mudó a 9259 Doheny Road, de Los Ángeles, California. 
Él y Ann estaban involucrados en un escándalo sexual de Hollywood en la década de 1930. P.G. Wodehouse escribió a su hijastra Leonora acerca de la pareja: 
| Carta de P.G. Wodehouse a su hijastra Leonora: |
| --- |
| "Al parecer se van a Los Ángeles y, o bien disfrutar (a) o (b) tal vez a ser testigo de orgías -probablemente las dos cosas... hay algo agradable en esta escena doméstica sobre un esposo y una mujer sentada a su lado con los ojos pegados a la mirilla, observando los más bajos elementos que se dan a tope. Y lo que quiero saber es: ¿dónde están estas orgías? Algo me he perdido". |

## Filmografía seleccionada
- The Awful Truth (1929)
- El gran dictador (1940)
- Historias de Filadelfia (1941)
- Sinuhé el egipcio (1954)
- Testigo de cargo (1957)
- The Four Skulls of Jonathan Drake (1959)
- My Fair Lady (1964)